# Héctor Rodríguez Llompart
Héctor Rodríguez Llompart (* vor 1940) ist ein ehemaliger kubanischer Diplomat und Politiker. Er war von 1965 bis 1972 der erste kubanische Botschafter in der DDR, Minister und Präsident der Zentralbank der Republik Kuba.

## Leben
Rodríguez war in den 1950er Jahren in Havanna als Untergrundkämpfer aktiv am Sturz Fulgencio Batistas beteiligt. Im Oktober 1957 wurde er gemeinsam mit weiteren Aktivisten der revolutionären Bewegung des 26. Juli in Havanna verhaftet. Auf Beschluss des Vorstands der Bewegung des 26. Juli wurde Rodríguez Mitte 1958 Mitglied der Propagandakommission der Bewegung des Zivilen Widerstands (Movimiento de Resistencia Cívica, MRC).
Unmittelbar nach dem Sieg der kubanischen Revolution 1959 war er Kommissar im Stadtbezirk Regla. Noch im selben Jahr erhielt er den Posten eines stellvertretenden Außenministers. Im Auftrag der Revolutionsregierung reiste er im November 1959 nach Mexiko, um dort den sowjetischen Vizepremier Anastas Mikojan zu treffen und ihm eine Einladung nach Havanna zu übermitteln. Dies waren die ersten hochrangigen kubanisch-sowjetischen Regierungskontakte, die Anfang 1960 in den Abschluss eines Kaufvertrags über kubanischen Zucker sowie im Februar 1960 in kubanisch-sowjetische Handels- und Kreditabkommen mündeten, den ersten formalen Schritten der Integration Kubas in den wirtschaftlichen und politischen Einflussbereich der Sowjetunion. In den Folgejahren war Rodríguez Delegationsmitglied bei offiziellen Reisen in zahlreiche sozialistische Staaten, so ab Oktober 1960 an der Seite von Guevara in die Sowjetunion, die Tschechoslowakei und die DDR, sowie anschließend als Delegationsleiter nach Vietnam, Polen, Ungarn, Rumänien und Albanien. 1963 begleitete er Fidel Castro nach Vietnam.
Später wurde Rodríguez Botschafter. Er traf am 3. Februar 1965 in Ost-Berlin ein und überreichte am 5. Februar 1965 dem Staatsratsvorsitzenden Walter Ulbricht das Beglaubigungsschreiben als Botschafter der Republik Kuba in der DDR. Er löste damit den bisherigen Geschäftsträger Armando Bayo Cosgaya ab. Anfang Juni 1967 übernahm er eine außerplanmäßige Aspirantur an der Wirtschaftswissenschaftlichen Fakultät der Berliner Humboldt-Universität. Zuletzt war er als dienstältester Botschafter Doyen des Diplomatischen Korps in der DDR. Am 11. Oktober 1972 wurde er von Erich Honecker zum Abschiedsbesuch empfangen und trat am nächsten Tag die Heimreise an.
Rodríguez war dann von November 1972 bis 1976 als Vizepräsident der Nationalen Kommission für ökonomische und wissenschaftlich-technische Zusammenarbeit tätig und anschließend von 1976 bis 1985 im Rang eines Ministers Vorsitzender des Staatlichen Komitees für wirtschaftliche Zusammenarbeit. In dieser Funktion nahm er unter anderem an den RGW-Tagungen in Moskau teil. Von 1985 bis 1995 war er Präsident der Zentralbank Kubas. In seine Amtszeit fielen die in seinen Zuständigkeitsbereich liegende Legalisierung des Besitzes und der Nutzung von Devisen für die Bevölkerung im August 1993 und mit dem Peso Cubano Convertible (CUC) neben dem weiter verwendeten Peso Cubano (CUP) die Einführung einer an den Wert des US-Dollars gekoppelten Zweitwährung im Dezember 1994, die erhebliche Auswirkungen auf die Wirtschaft und die Lebensbedingungen der Einwohner Kubas hatte.
Beim 1975 abgehaltenen ersten Parteikongress der 1965 gegründeten Kommunistischen Partei Kubas wurde Rodríguez zum Mitglied des Zentralkomitees gewählt und wurde in dieser Position vom zweiten, dritten und vierten (1991) Kongress jeweils bestätigt. Seit dem 1997 abgehaltenen fünften Parteikongress gehört er diesem Führungsgremium jedoch nicht mehr an.
Seit seinem Ausscheiden aus der aktiven Politik tritt Rodríguez Llompart in der Öffentlichkeit vor allem als Autor und Zeitzeuge zur kubanischen Zeitgeschichte auf. Er ist Vizepräsident des Club Martiano „Faustino Pérez Hernández“ zur Erforschung der kubanischen Revolutionsgeschichte zwischen 1940 und 1963 an der Universität Havanna.

## Veröffentlichung
- als Herausgeber gemeinsam mit Enrique Oltuski und Eduardo Torres-Cueva: Memorias de la Revolución, Imagen Contemporánea, Havanna 2007, ISBN 959-7078-94-5 (spanisch)